# L'École de la magie
Pour plus de détails, voir Fiche technique et Distribution.
L'École de la magie (Upside-Down Magic en version originale), est un téléfilm fantastique américain faisant partie de la collection Disney Channel Original Movies et basé sur la série de livres éponyme de Sarah Mlynowski, Lauren Myracle (en) et Emily Jenkins. Le film a été diffusé le 31 juillet 2020 sur Disney Channel. En France, le film est diffusé le 20 février 2021 sur Disney Channel (France).
Le film suit Nory (Izabela Rose), 13 ans, et sa meilleure amie Reina (Siena Agudong) qui entrent à la Sage Academy pour étudier la magie, où la magie « bancale » de Nory la place dans une classe pour ceux qui ont une « magie défectueuse », autrement connue sous le nom de « UDM » (acronyme d'« Unité de "Mal-gie" »). Alors que beaucoup pensent que les pouvoirs uniques de l'UDM en font une cible pour la magie de l'ombre dangereuse et maléfique, Nory et ses camarades de classe de l'UDM entreprennent de prouver que leur « magie bancale » a du bon et qu'ils ont leur place à l'Académie.

## Synopsis
Les meilleures amies Elinor « Nory » Boxwood-Horace et Reina Carvajal s'inscrivent à l'Académie Sage et montrent leurs capacités aux professeurs afin qu'ils puissent être placés dans une classe de magie. Alors que Reina est placée dans la classe Feu follet, Nory est placée par la directrice Knightslinger dans l'« Unité de "Mal-gie" » qui est dirigée par Budd Skriff. Dans cette classe se trouvent des élèves qui ont des capacités imparfaites car la directrice Knightslinger les considère comme des cibles faciles pour la magie de l'Ombre, une force maléfique qui utilise la magie d'une personne en la possédant afin de semer le chaos. Alors que Nory et ses camarades envisagent de perfectionner leurs capacités, la directrice Knightslinger ne sait pas que la magie de l'Ombre a des moyens de cibler les étudiants les plus improbables. Reina découvre un livre sur la magie de l'Ombre et, ignorant la légende de l'Ombre maléfique que Nory et les autres UDM ont appris, prend le livre et trouve une page sur le renforcement des capacités magiques. Reina lit la page parce qu'elle était rabaissée par un camarade Feu follet ayant des pouvoirs supérieurs aux siens. Le lendemain, Reina se prépare pour le jour des fondateurs, où elle est en concurrence avec son camarade Feu follet qui a des pouvoirs plus puissants. Les pouvoirs de Reina sont exceptionnellement forts et elle peut ainsi représenter les Feu follets. Nory s'immisce dans la compétition pour tenter de démontrer son talent magique en se transformant en chaton, mais devient plutôt un hybride ailé. Reina utilise le tour magique préféré de Nory, mais cela brûle presque Nory parce que les pouvoirs de Reina ont été exceptionnellement renforcés. Reina rencontre Chandra, une camarade Feu follet qui fait confiance aux capacités de Reina. Le livre de la magie des Ombres commence à apparaître partout où Reina va, et Reina dit à Chandra de prendre le livre avec elle. Chandra le prend mais il réapparaît dans la chambre de Reina. Le lendemain, Chandra se révèle être une incarnation de l'Ombre maléfique sous forme humaine lorsqu'il s'avère que les autres Feu follets ne peuvent la voir. Chandra réprimande Reina et prend finalement possession d'elle. Lors du jour des fondateurs, Reina monte sur scène pour représenter les Feu follets et utilise un tour magique puissant de Feu follet et devient un être semblable à une ombre qui menace de détruire toute l'école. Finalement, ce sont les UDM qui parviennent à sauver Reina en la libérant de l'emprise de l'Ombre.

## Fiche technique
Sauf indication contraire, les informations mentionnées dans cette section peuvent être confirmées par la base de données cinématographiques IMDb,  présente dans la section « Liens externes ».
- Titre original : Upside-Down Magic
- Titre francophone : L'École de la magie
- Réalisation : Joe Nussbaum (en)
- Scénario : Nick Pustay et Josh A. Cagan, d'après la série de livres éponyme (en)
- Photographie : Adam Santelli
- Décors : Bill Boes
- Costumes : Barbara Somerville
- Musique : Tom Howe
- Montage : Gordon Rempel
- Casting : Suzanne Goddard-Smythe
- Production : Susan Cartsonis, Suzanne Farwell, Drew Locke, Joe Nussbaum et Jonathan Shore
- Sociétés de production : Resonate Entertainment et Bad Angels Productions
- Sociétés de distribution : Disney Channel (télévision) ; The Walt Disney Company (globale)
- Pays d’origine :  États-Unis
- Langue originale : anglais
- Format : couleur
- Durée : 96 minutes
- Genre : Film fantastique
- Dates de sortie :
  -  États-Unis : 31 juillet 2020 sur Disney Channel (première diffusion télé)
  -  France : 20 février 2021 sur Disney Channel (première diffusion télé)

## Distribution
- Izabela Rose (VFB : Julie Dieu) : Elinor « Nory » Boxwood-Horace
- Siena Agudong (en) (VFB : Ludivine Deworst) : Reina Carvajal
- Kyle Howard (en) (VFB : Simon Duprez) : Budd Skriff
- Elie Samouhi (VFB : Adrien Dussaiwoir) : Elliot Cohen
- Alison Fernandez (VFB : Aaricia Dubois) : Pepper Paloma
- Max Torina (VFB : Tim Belasri) : Andres Padillo
- Vicki Lewis (VFB : Fabienne Loriaux) : Proviseure Linda Knightslinger
- Yasmeen Fletcher (VFB : Marie Braam) : Chandra / l'Ombre maléfique
- Callum Seagraim Arlie (VFB : Thibaut Delmotte) : Phillip
- Cynthia McWilliams (en) : professeure Argon
- Elaine Kao (VFB : Audrey d'Hulstère) : professeure Han
- Amitai Marmorstein (VFB : Maxime Van Santfoort) : professeur Lewis

## Production
Disney Channel a décidé de baser le film sur la série de livres en 2015. La production a commencé en août 2019 avec l'annonce du casting. Joe Nussbaum a réalisé et produit le film, avec Suzanne Farwell et Susan Cartsonis également productrice exécutive ; Nick Pustay et Josh Cagan ont travaillé sur le film.
Le tournage principal a eu lieu sur l'île de Vancouver, au Canada.
La Shawnigan Lake School (en) a été utilisée comme lieu de tournage pour la Sage Academy, avec des étudiants utilisés comme figurants.
Une bande annonce a été diffusée lors de la première de Zombies 2.

## Audiences
Le film a recueilli 1,3 million de téléspectateurs aux États-Unis lors de sa première diffusion le 31 juillet 2020 sur Disney Channel.